# Cow Palace
Cow Palace, tidigare California State Livestock Pavilion, är en inomhusarena i den amerikanska staden Daly City i delstaten Kalifornien. Den har en publikkapacitet på mellan 11 089 och 16 500 åskådare beroende på arrangemang. Inomhusarenan började byggas 1935 och invigdes den 20 april 1941. Cow Palace ägs och underhålls av den delstatliga myndigheten California Department of Food and Agriculture. Den användes som hemmaarena för bland annat San Francisco Saints (1961–1962), San Francisco Seals (1961–1966), San Francisco Warriors (1962–1964, 1966–1971), San Jose Earthquakes (1975–1984), San Jose Sharks (1991–1993), San Francisco Spiders (1995–1996) och San Francisco Bulls (2012–2014).